# ناصر الوحيشي
 ناصر عبد الكريم الوحيشي  (1 أكتوبر 1976 - 12 يونيو 2015) ويكنى بأبو بصير  هو قائد أو «أمير» تنظيم القاعدة في جزيرة العرب السابق، شغل منصب السكرتير الخاص لأسامة بن لادن غادر أفغانستان في 2001 وتم إعتقاله في إيران وتسليمه للسلطات اليمنية،  وقضى سنتين في سجن الأمن المركزي بصنعاء، وكان أحد الثلاثة والعشرين هاربا من السجن في فبراير 2006 بعد أسبوع واحد من إعلان الولايات المتحدة أن اليمن لم يعد يشكل تهديدا على أمنها القومي، وقطع المساعدات المقدمة لنظام علي عبد الله صالح بتهمة الفساد وعدم الإيفاء بوعوده بشأن الإصلاح السياسي.
أُدرج اسم ناصر الوحيشي في قائمة لجنة الجزاءات المفروضة على القاعدة في 19 يناير 2010، بسبب "مشاركته في تمويل أعمال أو أنشطة يقوم بها تنظيم القاعدة في جزيرة العرب.
إدعت الحكومة اليمنية أنه قُتل في 28 أغسطس 2011، أصدر الوحيشي بيانا في 6 ديسمبر 2011 أن التنظيم سيشارك في فك الحصار الذي فرضه الحوثيون على دماج.
ويعتر الوحيشي من أهم المدرجين في قائمة الإرهابيين المطلوبين في السعودية واليمن. في أكتوبر 2014، رفعت وزارة الخارجية الأمريكية مكافأة أي معلومات تؤدي إلى أعتقال أو مقتل الوحيشي إلى 10 ملايين دولار أمريكي، وهو نفس المبلغ المرصود لزعيم داعش أبو بكر البغدادي. قتل الوحيشي في 12 يونيو 2015 بغارة لطائرة بدون طيار في مدينة المكلا عاصمة محافظة حضرموت شرق اليمن، وعين التنظيم قاسم الريمي خلفاً له.